# Brachydesmus apfelbecki
Brachydesmus apfelbecki är en mångfotingart som beskrevs av Karl Wilhelm Verhoeff 1897. Brachydesmus apfelbecki ingår i släktet Brachydesmus och familjen plattdubbelfotingar. Inga underarter finns listade i Catalogue of Life.